# Чемпионат Европы по биатлону 2023
Тридцатый Открытый чемпионат Европы по биатлону 2023 года (англ. IBU Open European Championships 2023) прошёл с 25 по 29 января 2023 года в посёлке Ленцерхайде швейцарского кантона Граубюнден. Ленцерхайде находится на высоте 1475 метров над уровнем моря, а лыжные трассы на высоте 1340-1540 м. Это старинный горнолыжный курорт, ведущий свою историю с 1882 года. В 50 км от посёлка расположена столица двух зимних Олимпиад — город Санкт-Мориц. Сам чемпионат прошёл на стадионе «Роланд Арена» близ коммуны Ланч-Ленц. В Ленцерхайде регулярно проводят этапы Кубка мира по горнолыжному спорту. Биатлонные же соревнования он принял впервые. В целом в Швейцарии взрослый чемпионат последний раз проводился в 1985 году. Это был чемпионат мира среди женщин. В декабре 2023 года в Ленцерхайде проходил этап Кубка мира, а в 2025 году — Чемпионат мира по биатлону 2025. Чемпионат Европы, результаты которого входят в зачёт кубка IBU, является главным стартом сезона для спортсменов, выступающих на кубке.
В чемпионате приняли участие 267 биатлонистов из 36 стран, в том числе из США, Канады, Казахстана, Японии, Мексики, Чили, Бразилии и Аргентины. Биатлонисты из России и Беларуси были отстранены от участия в международных соревнованиях этого сезона из-за вооружённого конфликта в Украине. Участникам и гостям помогали 300 волонтёров. Было разыграно 8 комплектов медалей: по две в индивидуальных гонках, спринте и преследовании и по одной в смешанной и одиночной смешанной эстафете.
Все гонки чемпионата транслировались швейцарской телерадиокомпанией SRF в интернете и частично на телевидении.
Чемпионат Европы среди юниоров прошёл с 13 по 19 февраля в Мадоне, Латвия.

## Общий медальный зачет
| Место | Страна    | 1 | 2 | 3 | Всего |
| ----- | --------- | - | - | - | ----- |
| 1     | Норвегия  | 5 | 2 | 1 | 8     |
| 2     | Германия  | 2 | 1 | 3 | 6     |
| 3     | Украина   | 1 | 2 | 0 | 3     |
| 4     | Швеция    | 0 | 2 | 1 | 3     |
| 5     | Швейцария | 0 | 1 | 0 | 1     |
| 6     | Франция   | 0 | 0 | 2 | 2     |
| 7     | Словения  | 0 | 0 | 1 | 1     |
| Всего |           | 8 | 8 | 8 | 24    |

## Результаты гонок чемпионата
| Гонка | Женщины | Мужчины |
| --- | --- | --- |
| Индивидуальная гонка 1. 25 января 2023 (12.15 МСК) Женщины: 15 км 2. 25 января 2023 (16.00 МСК) Мужчины: 20 км  | 1. Лиза Мария Шпарк 45:02.4 (0+0+0+0) 2. Юлия Джима +5.5 (0+1+0+0) 3. Селина Гротиан +33.3 (0+0+0+2) 4. Ванесса Хинц +37.9 (1) 5. Тильда Йоханссон +49.2 (2) 6. Юлиана Фрювирт +50.3 (1) 7. Алина Стремоус +56.2 (2) 8. Линда Цингерле +1:00.8 (1) 9. Марте Кракстад Йохансен +1:04.4 (0) 10. Паула Боте +1:07.1 (2) Финишный протокол         | 1. Эндре Стрёмсхейм 51:05.9 (0+0+0+0) 2. Антон Дудченко +2:04.7 (0+1+0+0) 3. Ловро Планко +2:16.5 (1+0+0+0) 4. Эрленн Бьёнтегор +2:34.1 (2) 5. Филипп Наврат +2:44.3 (3) 6. Вебьорн Сёрум +2:58.3 (3) 7. Синдре Фьелхайм Йорде +3:05.4 (2) 8. Амбруаз Мёнье +3:08.1 (1) 9. Адам Вацлавик +3:30.7 (2) 10. Максим Макаров +3:45.9 (1) Финишный протокол     |
| Спринт 1. 27 января 2023 (12.30 МСК) Женщины: 7,5 км 2. 27 января 2023 (16.00 МСК) Мужчины: 10 км               | 1. Анастасия Меркушина 23:14.5 (0+0) 2. Тильда Йоханссон +0.5 (1+0) 3. Ванесса Хинц +1.8 (0+0) 4. Стина Нильссон +7.9 (1) 5. Селина Гротиан +18.1 (2) 6. Жилонн Гигонна +20.2 (1) 7. Каролина Эрдаль +21.4 (1) 8. Ханна Кебингер +23.2 (2) 9. Милена Тодорова +28.2 (2) 10. Юни Арнеклейв +37.0 (1) Финишный протокол                          | 1. Эрленн Бьёнтегор 24:57.3 (0+0) 2. Вебьорн Сёрум +11.5 (0+2) 3. Филипп Наврат +43.0 (1+1) 4. Андрей Расторгуев +44.0 (1) 5. Доминик Шмук +44.9 (0) 6. Амбруаз Мёнье +51.1 (0) 7. Лукас Фратцшер +56.7 (1) 8. Адам Вацлавик +1:00.2 (2) 9. Павел Магазеев +1:05.0 (1) 10. Владимир Илиев +1:06.0 (2) Финишный протокол                                   |
| Гонка преследования 1. 28 января 2023 (12.30 МСК) Женщины: 10 км 2. 28 января 2023 (15.30 МСК) Мужчины: 12,5 км | 1. Селина Гротиан 30:25.6 (0+0+1+0) 2. Тильда Йоханссон +17.6 (0+0+0+2) 3. Жилонн Гигонна +23.6 (0+0+0+1) 4. Ванесса Хинц +41.3 (2) 5. Стина Нильссон +56.4 (4) 6. Алина Стремоус +56.4 (2) 7. Анастасия Меркушина +59.9 (2) 8. Микела Каррара +1:11.0 (2) 9. Каролина Эрдаль +1:12.3 (3) 10. Тереза Воборникова +1:14.1 (1) Финишный протокол | 1. Вебьорн Сёрум 34:37.5 (1+0+0+1) 2. Эрленн Бьёнтегор +28.1 (0+2+0+0) 3. Эндре Стрёмсхейм +1:03.7 (0+0+1+2) 4. Андрей Расторгуев +1:23.8 (3) 5. Филипп Наврат +1:30.6 (6) 6. Павел Магазеев +1:37.2 (3) 7. Владимир Илиев +1:48.7 (4) 8. Синдре Фьелхайм Йорде +2:01.1 (5) 9. Мартин Улдаль +2:04.9 (3) 10. Антон Иварссон +2:08.1 (2) Финишный протокол |
| Смешанная эстафета 1. 29 января 2023 (12.30 МСК) Женщины + Мужчины: 4х6 км                                      | 1. Норвегия 1:03:40.9 (0+2) (Марен Киркёде, Каролина Эрдаль, Эрленн Бьёнтегор, Вебьорн Сёрум) 2. Германия +25.1 (0+6) (Лиза Мария Шпарк, Селина Гротиан, Доминик Шмук, Лукас Фратцшер) 3. Швеция +46.8 (0+9) (Тильда Йоханссон, Стина Нильссон, Мальте Стефанссон, Антон Иварссон) Финишный протокол                                           | 1. Норвегия 1:03:40.9 (0+2) (Марен Киркёде, Каролина Эрдаль, Эрленн Бьёнтегор, Вебьорн Сёрум) 2. Германия +25.1 (0+6) (Лиза Мария Шпарк, Селина Гротиан, Доминик Шмук, Лукас Фратцшер) 3. Швеция +46.8 (0+9) (Тильда Йоханссон, Стина Нильссон, Мальте Стефанссон, Антон Иварссон) Финишный протокол                                                      |
| Одиночная смешанная эстафета 1. 29 января 2023 (15.30 МСК) Женщины + Мужчины: 6 + 7,5 км                        | 1. Норвегия 34:34.7 (0+9) (Юни Арнеклейв, Эндре Стрёмсхейм) 2. Швейцария +16.6 (0+9) (Эми Басерга, Никлас Хартвег) 3. Франция +21.0 (0+7) (Паула Боте, Эмильен Клод) Финишный протокол | 1. Норвегия 34:34.7 (0+9) (Юни Арнеклейв, Эндре Стрёмсхейм) 2. Швейцария +16.6 (0+9) (Эми Басерга, Никлас Хартвег) 3. Франция +21.0 (0+7) (Паула Боте, Эмильен Клод) Финишный протокол |